# Гар д’Остерлиц (станция метро)
«Гар д’Остерлиц» (фр. Gare d'Austerlitz — Вокзал Аустерлиц) — станции Парижского метрополитена 5-й и 10-й линий. Находятся на границе V и XIII округов Парижа. Станция линии 5 является надземной, линии 10 — подземной.

## История
Станция линии 5 открыта 2 июня 1906 года под названием «Гар д’Орлеан», поскольку вокзал Аустерлиц в то время назывался Орлеанским, по имени города Орлеан, направление которого обслуживает (в то время железнодорожная линия принадлежала компании «Париж-Орлеан»). Станция метро находится на эстакаде, проходящей через стеклянный дебаркадер вокзала, на высоте 50 метров над землёй. В дальнейшем линия пересекает Сену по Аустерлицкому виадуку (метромосту). 15 октября 1930 года станция была переименована вместе с вокзалом в «Гар д’Орлеан-Остерлиц» — в связи с названием квартала, получившего имя по битве при Аустерлице.
12 июля 1939 года, незадолго до начала Второй мировой войны, был построен последний отрезок южного участка линии 10 — «Жюссьё-Аль-о-Вен — Гар д’Орлеан-Остерлиц». Новая подземная станция «Гар д’Орлеан-Остерлиц» стала конечной станцией линии 10 и остаётся ей до сих пор.
25 апреля 1985 года обе станции были переименованы в «Гар д’Остерлиц». Старое название, однако, по-прежнему можно видеть на посадочных платформах подземной станции.
Пассажиропоток пересадочного узла по входу в 2011 году, по данным RATP, составил 9 063 260 человек. В 2013 году этот показатель снизился до 8 375 268 пассажиров (28 место по уровню входного пассажиропотока в Парижском метро).

## Достопримечательности
Вблизи станции метро «Гар д’Остерлиц» расположены:
- Вокзал Аустерлиц
- Сад растений
- Больница Сальпетриер
- Аустерлицкий виадук — памятник архитектуры

## Пересадка на наземный транспорт
- Железная дорога — вокзал Аустерлиц
- RER
- Автобусы 24, 57, 61, 63, 89, 91
- Noctilien N01, N02, N31, N131, N133